# Цянь Ин
Цянь Ин (кит. упр. 钱瑛, пиньинь Qian Ying; 14 мая 1903 — 26 июля 1973) — китайский государственный деятель, министр государственного контроля КНР (1954—1959).

## Биография
Член КПК с апреля 1927 года.
- 1927 г. — руководитель отдела пропаганды КПК в провинции Гуандун,
- 1928 г. — секретарь федерации профсоюза транспорта в Шанхае,
- 1929 г. — на учёбе в Советском Союзе,
- 1931 г. — на революционной партийной работе в округе Цяньцзян,
- 1931—1932 гг. — секретарь КПК в Цяньцзяне,
- 1932 г. — была арестована и отправлена в тюрьму.

После начала Второй Японо-китайской войны в 1937 г. освобождена и становится членом Рабочего комитета КПК провинции Хубэй,
- 1937—1938 гг. — на партийной работе в комитете КПК провинции Хубэй,
- 1939 г. — секретарь районных комитетов КПК в провинциях Хубэй и Хунань, Хубэй,
- 1940 г. — представитель Южного бюро ЦК КПК в западной части провинции Сычуань,
- 1941—1942 гг. — секретарь Юго-западного Рабочего комитета Южного бюро ЦК КПК,
- С апреля 1942 г. — работала п подполье,
- 1943—1945 гг. — в году Центральной партийной школе КПК в Яньане.
- 1946 г. — в руководстве Бюро ЦК КПК в Нанкине, начальник организационного отдела ЦК КПК Нанкина,
- 1947—1949 гг. — в руководстве КПК в Шанхае, отвечает за организацию студенческого движения и работу с молодежью,
- 1949—1952 гг. — первый заместитель заведующего организационным отделом ЦК КПК, заместитель секретаря Комиссии по проверке дисциплины, заведующий отделом по делам женщин ЦК КПК,
- 1952—1954 гг. — заместитель директора и заместитель секретаря КПК Народной комиссии Госсовета КНР,
- 1953—1955 гг. — заместитель секретаря Центральной комиссии КПК по проверке дисциплины,
- 1954—1959 гг. — министр государственного контроля КНР.

Зимой 1960 г. была арестована в ходе чистки в рамках Культурной революции.
В 1964—1965 гг. — второй секретарь провинциального комитета КПК в Гуйчжоу.
В январе 1965 г. была избрана депутатом ВСНП, однако по-прежнему подвергалась нападкам.
Уже после смерти, в марте 1978 г., была реабилитирована.